# RD-108

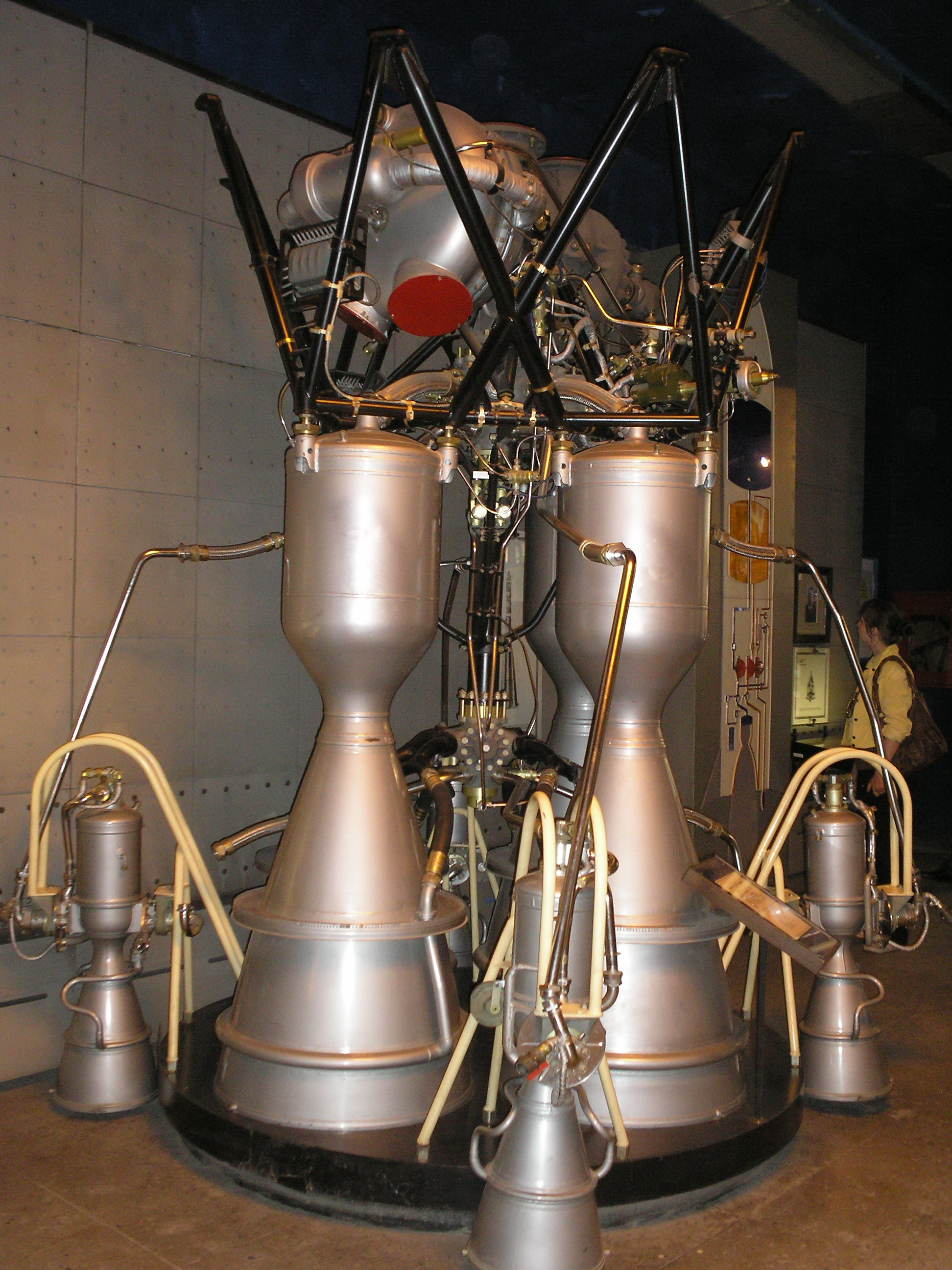
Vista de un motor RD-108.

El RD-108, junto al RD-107, es un modelo de motor de cohete desarrollado inicialmente para propulsar el misil R-7 Semyorka. Después, los motores RD-108 se continuaron empleando en los sistemas de lanzamiento espaciales basados en el R-7. En el 2007, el Soyuz FG seguía empleando unos motores, los RD-118, muy similares al original.

## Diseño
El RD-108 se diseñó entre 1954 y 1957, en la Agencia de Diseño y Laboratorio de Dinámica de Gases (OKB-456), bajo la dirección de Valentín Glushkó.
Emplea oxígeno líquido y queroseno como propergoles. Y peróxido de hidrógeno y helio a presión para realizar tareas auxlilares. 
Cada motor está formado por cuatro cámaras de combustión fijas y cuatro orientables más pequeñas. Todas las cámaras comparte un único equipo de turbobomba.
Este modelo se emplea en el propulsión central, fase 1. Para los propulsores laterales, fase 0, se emplea el RD-107 con el que comparte gran parte del diseño.

## Fabricación
Estos motores se produjeron en la fábrica de Samara, bajo la supervisión de la rama Privolzhskiy de NVO Energomash. Se organizó como una rama del OKB-456 en 1957 específicamente dedicada a la fabricación del RD-107 y el RD-108.

## Variaciones
La sucesivas modificaciones del RD-107 han dado lugar a distintas versiones  
- 8D75
- 8D729
- 11D512
- 14D21

Los trabajos en 14D21 comenzaron (junto con los de su complemetario 14D22) en 1986, y el primer diseño preliminar estuvo listo en 1993. Se modificó la cabeza de inyección para mejorar el empuje específico. La primera vez que se empleó en el lanzamiento en un carguero Progress  fue en mayo del 2001. Y el primer vuelo tripulado aconteció en octubre del 2002.

## Especificaciones
- Empuje al despegue: 813 kN
- Empuje en el vacío: 941 kN
- Impulso específico al despegue: 2430/ kN·s/kg
- Impulso específico en el vacío: 309 kN·s/kg
- Presión en cámara 5,10 MPa / 51,0 ba
- Propergoles: Oxígeno Líquido (Lox)/queroseno